# Глигор Смокварски
Глигор Смокварски (на македонска литературна норма: Глигор Смокварски) е виден композитор от Социалистическа Република Македония. Смокварски е вдъхновяван в творчеството си главно от народния фолклор.

## Биография
Роден е на 8 май 1914 година в малешевското село Будинарци, анексирано в предходната година от Сърбия. Учи във Военното музикално училище във Вършац. Свири на кларнет в Симфоничния оркестър, а след това работи като композитор и педагог. Автор е на първия балет в Народна република Македония - „Македонска повест“ от 1952 година. Пише и серия други оркестърни композиции, около 50 композиции за камерни състави, за хорове и много обработки на народни песни за симфоничен оркестър. Първи секретар е на Съюза на композиторите на Македония.
Умира на 15 март 1974 година в Скопие.